# Tambores de barril

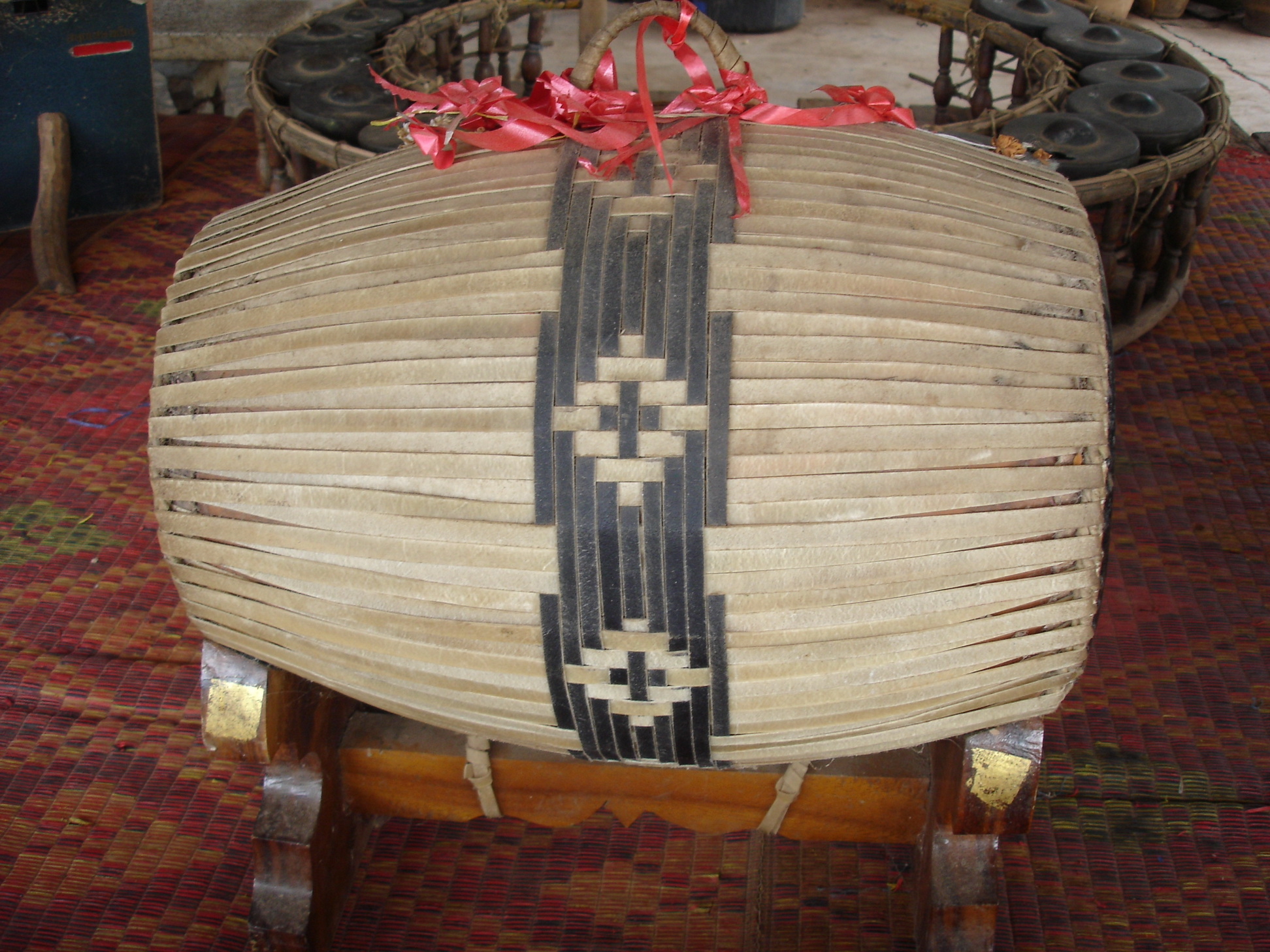
Tafón: tambor de Tailandia.

Los tambores de barril son un tipo de membranófonos en los que el largo de su armazón en forma de barril tiene un diámetro mayor que el de su parche. Este grupo incluye los barriles de bomba.